# Techniques de pilotage moto
 (janvier 2010).
Si vous disposez d'ouvrages ou d'articles de référence ou si vous connaissez des sites web de qualité traitant du thème abordé ici, merci de compléter l'article en donnant les références utiles à sa vérifiabilité et en les liant à la section « Notes et références ».
Le pilotage d'un engin à deux roues sur route, sur circuit ou en tout-terrain est régi par des règles physiques précises importantes à connaître pour la sécurité, la performance et le plaisir de conduite.

## Techniques d'inclinaisons

### Le braquage inversé ou contre-braquage
Rôle de l'effet gyroscopique
« l’effet gyroscopique s’exerce sur tout objet en rotation sur lui-même et a pour effet de maintenir cet objet sur son axe de rotation, quel qu’il soit. »
Sous l'effet gyroscopique, il ne devient plus possible de tourner le guidon d'un deux-roues, motorisé. Ceci apparait au delà d'une vitesse qui dépend de la masse des jantes, de leur taille et de leur vitesse de rotation.
Rôle de la vitesse
À faible vitesse, la stabilité est obtenue par un ajustement constant effectué par le pilote grâce au guidon, tel un balancier et de la même façon qu'avec une bicyclette. La direction de la moto est alors contrôlée par le guidon et dans une faible mesure la position du motard ; tourner le guidon à droite (pousser sa branche gauche) conduira la moto vers la droite, et inversement.
Avec la vitesse, l'effet gyroscopique grandit.
En faisant croître la vitesse de déplacement, des forces stabilisatrices croissent également, parvenant à s'opposer au déséquilibre.  Le principe élémentaire de conservation d'énergie lie la masse au carré de la vitesse et de ce fait, tend à s'opposer à toute modification d'état. Ainsi, dès une certaine vitesse de déplacement, il devient difficile de faire dévier la moto d'une trajectoire rectiligne. La position du motard perdra de son effet, d'où l'utilisation du braquage inversé.
Apprentissage
Le braquage inversé constitue une méthode complémentaire de changement de direction, voire d'évitement d'urgence d'obstacles dans le cas d'un changement de direction rapide. Le comportement est inversé par rapport à la conduite d'une bicyclette, le motocycliste débutant doit donc revoir les réflexes assimilés par son expérience antérieure de la conduite de deux-roues légers.
Une des techniques d'apprentissage des moto-écoles est d'indiquer aux débutants que l'on doit « pousser le guidon du côté où l'on veut tourner », afin de donner un semblant de logique à la manœuvre.
Physique du contre-braquage
La technique du braquage inversé, improprement désignée comme contre-braquage, exploite une loi physique. Lorsque la moto va plus vite, la stabilité est assurée par l'action conjuguée de la chasse (la géométrie de direction) et de l'effet gyroscopique des roues qui s'opposent à l'inclinaison de la moto. Bien que de nombreuses moto-écoles expliquent que le phénomène soit dû à la précession gyroscopique, l'explication du braquage inversé est la suivante: à grande vitesse, la moto possède une énergie cinétique importante ({\displaystyle E={\frac {m.v^{2}}{2}}}), lorsque l'on tourne le guidon d'un côté (par exemple à gauche), le point de contact roue-sol se déplace dans la direction correspondante (à gauche)  déplaçant l'axe des points de contact roues-sol. Cependant, avec l'inertie importante de l'engin, le centre de gravité continue à suivre une trajectoire rectiligne, s'écartant du nouvel axe formé par les roues. Autrement dit, le centre de gravité se trouve à droite de l'axe formé par les roues. De ce fait, la moto penche dans la direction opposée au braquage (ie: à droite). Une fois penchée, elle tourne naturellement dans cette direction, à l'inverse donc de l'impulsion donnée au guidon; c'est l'auto-braquage.
La précession gyroscopique de la roue contribue à la contre-direction et au guidage. L'inclinaison des roues par rapport au sol, nommée carrossage, entraîne le guidage. Plus les roues sont inclinées, plus la moto tourne, à la manière dont tourne une brouette à roue unique, par inclinaison. La roue réagit à la force qui lui est appliquée en tournant à 90 degrés de celle-ci.[pas clair]
Autres facteurs
D'autres facteurs importants influent la direction de la moto, comme la géométrie du cadre, notamment l’inclinaison de la fourche par rapport à l’axe de la roue directrice (la roue avant). La preuve est le fait que l'on puisse garder la stabilité sans l'aide des mains, et, dans une certaine mesure, se diriger, ainsi que le fait que l'on puisse garder la stabilité et se diriger sur une seule roue (un stoppie pour la roue arrière levée et un wheeling pour la roue avant levée).

## Pilotage sur le domaine routier

### La position de conduite
La prise de virage est facilitée par une bonne position prenant en compte ces points:
- le pilote est assis contre le réservoir (le centre de gravité est vers l'avant) ;
- les genoux serrent le réservoir (meilleure stabilité) ;
- les pieds ne sont pas en canard et leur partie large est posée sur leur repose-pied ;
- les bras sont dans l'alignement poignets-coudes-épaules, c'est-à-dire que les coudes ne sont pas écartés ;
- le dos n'est pas droit mais légèrement étiré en arrière pour délester les poignets et rapprocher encore le centre de gravité vers l'avant;
- le regard se porte sur le point de corde voire sur la sortie de courbe; un virage aveugle ou une conduite de nuit empêche ce regard et par conséquent l'anticipation du pilotage.

Contrairement au pilotage sur piste, le déhanché n'apporte pas plus de performance ; il en résulte une prise de risque supplémentaire. En effet, cette position verrouille la direction de la moto et oblige à prendre la corde du virage avant d'avoir une visibilité suffisante pour passer en toute sécurité; aucun mouvement d'urgence n'est réalisable proprement dans ces conditions. Au contraire, le pilote reste souple et plus droit que la moto ce qui permet de faire rapidement contre-poids en cas de danger immédiat. De plus, la corde du virage est à prendre uniquement lorsque la visibilité le permet, c'est-à-dire plus tard qu'en déhanché. Le fait d'être souple tout en maintenant la moto par les genoux permet une action rapide et une sortie de virage précoce.

### Les trajectoires
La force centrifuge due à l'inertie du véhicule impose naturellement une trajectoire rectiligne et une force vers l'extérieur du virage; elle dépend de la masse, de la vitesse et du rayon du virage ({\displaystyle F={\frac {M.v^{2}}{R}}}). Seule la force d'adhérence permet au véhicule de suivre une trajectoire circulaire.
D’une manière naturelle, le réflexe est de regarder quelques mètres devant sa roue avant à la manière d'un enfant sur son vélo. Il est fondamental de réussir à dépasser cette mauvaise habitude en regardant constamment le plus loin possible, là où la moto doit passer. Il faut surmonter ce réflexe, c’est la clé de l’anticipation, de l’équilibre et finalement du plaisir à moto; cela induit un décalage entre le regard, qui anticipe, et l'action en cours pour laquelle tout est déjà décidé. Cette façon d'agir apporte une facilité et une sécurité non négligeable. On l'appelle aussi le regard périphérique. Les yeux doivent regarder le plus loin possible (là où vous voulez vous diriger) et la vision périphérique analyse elle-même l'environnement.
Ensuite, pour des raisons de sécurité, il faut se contraindre à ne pas mordre sur la voie servant au sens de circulation opposé, non seulement les roues mais aussi le corps; souvent le haut du corps se retrouve dans l'autre voie lorsque la moto est inclinée lors d'un passage en courbe. Un bon moyen est d'imaginer et de se convaincre que l'autre voie n'existe pas ; tout doit tenir dans la voie utilisable.

#### Les quatre étapes

Les 4 étapes d'une trajectoire: les points de corde (repère 5) sont pris plus tard que sur circuit pour des raisons de visibilité.

Les trajectoires sur route ouverte sont différentes de celles prises sur un circuit pour la simple et bonne raison que prendre la corde le plus tôt possible n'est pas compatible avec le besoin de visibilité sur le réseau routier. Elles peuvent être isolées en quatre étapes :
1. La position d’entrée: encore en ligne droite, un virage se profile au loin. L'analyse du virage permet d'adapter l'allure de la moto. L’anticipation est maximale surtout si le freinage consiste uniquement à n'utiliser que le frein moteur ;
2. La découverte du virage : le virage arrive aussi il faut se placer vers le milieu de la chaussée pour un virage à droite ou à droite de la chaussée pour un virage à gauche en attendant d'avoir une visibilité totale sur l'ensemble du virage ; le regard se porte le plus loin possible à la recherche d’obstacles éventuels ;
3. La sollicitation : dès que la sortie du virage est visible, c’est le moment d'agir en contre-braquant  afin de rejoindre le point de corde du virage.  c'est aussi à ce moment que la prise d'angle s'effectue et le tassement de la moto sur ses amortisseurs augmente l'adhérence des pneus au sol. Il faut veiller à ne pas couper la voie ;
4. La reprise de stabilité : si la voie est libre, une ré-accélération contrôlée permet de redresser la moto pour sortir du virage.

#### Les zones de danger

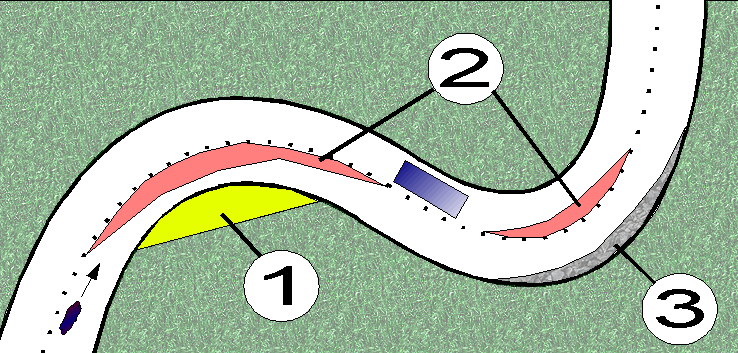
Zone 1 : virage aveugle, obstacles latéraux
Zone 2 : virage coupé, place occupée
Zone 3 : accotement glissant.

Sur le réseau routier, il est important de prendre en considération l'existence de zones dangereuses telles que décrites sur le schéma ci-contre. Certains virages sont dits aveugles car ils ne permettent pas d'avoir une visibilité suffisante pour voir leur fin, c'est le cas en territoire montagneux ou lorsque des constructions masquent la vision; une mauvaise évaluation du virage ou une chaussée d'adhérence variable risque de surprendre le pilote. En cas de virage à droite, il faut veiller à ne pas heurter des obstacles latéraux (poteaux, glissières, panneaux) à cause de l'inclinaison. Les virages sont à prendre de préférence à allure réduite pour ensuite sortir facilement avec l'accélération. Il est vital de savoir quelle place occupe la moto sur la route lorsqu'elle est inclinée ; cet oubli oblige le pilote à se redresser et à accentuer le contre-braquage pour terminer le virage lorsqu'un véhicule se présente en sens inverse ; le même problème surgit lorsque les autres véhicules coupent le virage.

### Utilisation du freinage

#### Le freinage actif
Le freinage est l'une des manœuvres essentielles à moto. Il entraine une décélération produisant une force horizontale orientée de l'arrière vers l'avant suivant le principe d'inertie; le moment de cette force par rapport au point de contact de la roue avant au sol entraine une action verticale descendante sur l'avant traduit par l'enfoncement de la fourche, et une action verticale ascendante soulageant la roue arrière. Ainsi le poids se répartit entre l'avant et l'arrière au prorata des distances des roues par rapport au centre de gravité de l'ensemble moto et pilote. La direction du poids est verticale et la direction de l'effort d'inertie est horizontale, aussi la répartition du poids se superpose aux effets d'inertie de la décélération. Cette action est appelée transfert de charge. Bien que souvent confondue dans le langage courant, elle est à différencier du transfert de masse, qui fait référence déplacement des parties mobiles (essence dans le réservoir, pilote).
Les suspensions avant permettent, en s'enfonçant, d'absorber une partie de ce poids supplémentaire. Un freinage avant trop appuyé dans ces conditions peut entrainer le décollage de la roue arrière (lorsque les suspensions avant arrivent en butée) et/ou le blocage avec dérapage de la roue avant (c'est la chute presque assurée dans ce dernier cas).
Le frein avant est le plus efficace et peut assurer 100 % du freinage. Cependant, le frein arrière permet d'assoir et de stabiliser l'engin, il permet également un freinage tardif en courbe. Le pilote doit appliquer le maximum de freinage sur la roue avant en ligne droite à allure rapide. Le dosage frein avant / arrière dépend des caractéristiques de la moto et des pneus, généralement la proportion 70 % à l'avant et 30 % à l'arrière est recommandé. Une pression trop importante sur le frein arrière peut entrainer le blocage de la roue arrière, qui est cependant moins critique que celui de la roue avant. Il suffit au pilote de relâcher un peu la pression sur le frein arrière pour rétablir les bonnes conditions et terminer son freinage correctement.
Le frein arrière fait figure de parent pauvre, pourtant la conduite à allure lente, telle la traversée de zones à risques, impose l'utilisation massive du frein arrière pour deux raisons:
1. il permet une action rapide et précise en gardant le pied constamment au-dessus de la pédale; cela fait gagner de précieuse secondes en cas d'urgence;
2. il permet un arrêt sécurisé en évitant un freinage de l'avant demandant de garder le guidon droit, de doser dans la précipitation ce frein puissant, et d’éviter une glissade de l'avant irrécupérable; en effet les zones de ralentissements sont usées, souvent parsemées de taches d'huile, de gazole et de bandes blanches glissantes.

Lors du freinage, le pilote doit tenir ses genoux serrés contre le réservoir, le dos le plus droit possible, le regard qui porte haut, droit devant et les bras sont verrouillés. La moto est si possible à la verticale, car le freinage de la roue avant a pour effet de redresser la moto. Lors du passage des épreuves du permis de conduire, les candidats reçoivent systématiquement une instruction sur le freinage d'urgence. Lors du passage de la partie technique du permis de conduire, le candidat peut être amené à effectuer un freinage d'urgence devant l'inspecteur du permis de conduire.
À l'instar des automobiles, certaines motos, principalement de grosse cylindrée sont maintenant équipées d'un anti-blocage des freins dit ABS permettant de limiter les risques de blocage de roue en cas de freinage appuyé. Il existe également une gestion automatisée du dosage de puissance entre les roues avant et arrière, tel le dual-CBS de la marque Honda ou le freinage intégral BMW.

#### Le frein-moteur
Chaque motard, en fonction de son expérience, de sa machine, des conditions atmosphériques, a pour un virage donné une vitesse de passage idéale à laquelle il se sentira en sécurité. Une bonne manière « d’appréhender » ce virage, de le « lire », de connaître la vitesse de passage sécurisante, consiste à rétrograder suffisamment longtemps à l’avance. Cela permet :
- d’avoir le temps d’observer l’approche du virage, d’intégrer tous les paramètres, d’anticiper;
- d’ajuster la vitesse de manière non brutale ;
- d’être plutôt en sur-régime (préférable pour, d’un filet de gaz, avoir une vitesse constante dans le virage);
- de ne pas avoir à trop se concentrer sur le freinage en l'ayant anticipé. Être debout sur les freins à l’entrée du virage provoque une perte de concentration pour le passage du virage.

Si le pilote ressent une impression de vitesse excessive, il suffit d'abandonner le filet de gaz au profit du  frein moteur qui, conjugué à l’augmentation des frottements dans le virage, fera tomber très vite la vitesse  qui sera sécurisante très peu de temps après le début du virage. Généralement, on s’apercevra alors qu’effectivement, on aurait pu passer à la vitesse d’entrée.

### L'anticipation
Plus que tout autre caractéristique du pilotage, l'anticipation est la clé d'un bon pilotage. Sur circuit, cela se résume à un bon enchaînement d'accélérations, de freinages et de prises d'angle. Toutefois, la conduite sur le réseau routier oblige à prendre en compte d'autres impératifs :
- l'insertion dans le trafic : l'avantage d'une forte accélération n'empêche pas d'être surpris par un freinage brutal des véhicules s'insérant devant la moto, ou par un conducteur désireux de passer à tout prix avant la moto dans le cas d'une remontée de file ;
- les dépassements : même rapides, ils doivent être jugés correctement. Les véhicules à doubler peuvent ne pas laisser assez de place pour un rabattement d'urgence. Un véhicule peut décider subitement de couper l'axe pour tourner à gauche, ce qui arrive souvent en zone urbaine et en période estivale. Certaines peintures au sol sont glissantes et, couplé à une épaisseur, déstabilisante, deviennent avec une météo humide un risque d'accident ;
- l'échappatoire : il faut en permanence prévoir un évitement d'urgence et par conséquent la place qu'il occupera (ouverture de portières, nid de poule). La circulation sur la voie rapide de gauche implique de s'écarter au mieux des véhicules de la voie adjacente.
- être vu : le motard roule toujours avec les feux de croisement allumés, obligatoire même de jour dans la majorité des pays, afin d'être plus facilement visible au milieu du trafic routier. Le suivi d'un véhicule se fait de préférence sur la partie gauche de la voie utilisée ce qui permet d'être mieux vu en se montrant dans les rétroviseurs central et gauche de l'automobile. Cela offre de plus une échappatoire en cas de ralentissement fort.

### Les déplacements en groupe

Placement sur la route au sein d'un groupe.

Dépassement en respectant les autres usagers.

Il s'agit souvent d'un moment de plaisir et de partage d'expérience. Les motos sont généralement de même gabarits afin d'éviter les frustrations de ceux qui sont au taquet en permanence et des autres qui passent leur temps à freiner pour attendre leurs congénères.
Il existe quelques règles particulières que les habitués adoptent au sein d’un groupe, mais beaucoup sont communes à tous les groupes pour des raisons de sécurité :
- le groupe idéal ne dépasse pas cinq motos ;
- le chef de groupe, ou guide, ouvre la voie, il est le plus expérimenté et a un comportement sain sur la route, par conséquent il s'agit souvent du plus âgé ;
- le moins expérimenté suit le chef de groupe pour observer un bon exemple ;
- le plus excité sera canalisé en étant placé derrière le second ;
- le groupe est fermé par quelqu'un d'aussi expérimenté que le chef de file ; il doit s'assurer que tout va bien et doit pouvoir remonter jusqu'au chef de groupe en cas d'urgence, il est le « feu rouge » du groupe, il s'assure qu'aucun danger ne viendra de l'arrière par un conducteur trop pressé par exemple ;
- chacun à sa place, il ne s'agit pas de remonter le maximum de copains pour le plaisir de passer devant ;
- le déplacement en ligne droite s'effectue en quinconce : l'un à gauche, l'autre plus loin à droite, etc., afin de permettre à chacun d'avoir une visibilité suffisante de la route et de ne pas accrocher le prédécesseur lors de freinages non prévus ;
- éviter l'effet de horde en n'imposant pas aux autres usagers des contraintes supplémentaires, par exemple lors des dépassements ou des stationnements.

Les dépassements doivent être effectués avec ordre en prenant la place de son prédécesseur lorsque celui-ci poursuit son dépassement, il ne s'agit pas de s'incruster en masse entre deux véhicules.

## Pilotage sur piste
Certains préfèrent légèrement dégonfler les pneus pour leur permettre de chauffer plus rapidement. S'il s'agit d'une moto utilisée également sur le réseau routier, les suspensions doivent être durcies afin de limiter les variations d’attitude de la moto aux accélérations et décélérations. Peu importe ce qui se passe derrière, les trajectoires doivent être facilement anticipées par les autres et les ralentissements en lignes droites annoncés en levant le bras gauche; cela évitera des télescopages. En plus des éléments habituels de protection, une combinaison avec sliders est recommandée pour une meilleure protection. Il convient de vérifier la validité de son assurance si celle-ci n'est pas comprise dans le prix de location du circuit.

### La position de conduite
Les déplacements sur la moto et la mise sur l'angle mettent à contribution les repose-pieds, ils ont ainsi plus d'importance que durant la conduite sur route. La position déhanchée est indispensable pour quatre raisons :
- cela permet de jeter la moto sur l'angle en amplifiant l'effet du contre-braquage ;
- déplacer le corps à l'intérieur du virage permet d'enlever de l'angle à la moto, ainsi à vitesse égale un virage  pourra être pris avec moins d'angle[2] ;
- le fait de poser le genou permet d'avoir un repère d'angle ;
- lors de petites glisses de la roue arrière le fait d'être « posé » sur le genou permet à la moto de ne pas se coucher

Contrairement à la conduite sur route, coller le corps au réservoir empêche la mobilité dans les enchaînements; quelques centimètres entre le réservoir et le pilote sont les bienvenus. Il en est de même pour les genoux : le pilote peut desserrer l'étreinte avec le réservoir.

### Les trajectoires
À la différence de la conduite sur route, toute la largeur de la piste doit être utilisée. La prise de trajectoire peut ainsi se résumer à trois grandes étapes :
- en ligne droite : freinage, rétrogradage, regard à la corde ;
- entrée de virage : appui sur le repose-pied intérieur et éventuel contre-braquage, passage au point de corde ;
- sortie du virage : redresser la moto, accélérer.

Dans un enchaînement de virages, il faut privilégier le dernier afin de sortir le plus rapidement possible. D'une façon générale, le freinage doit prendre un minimum de temps.

### Utilisation du freinage
Le freinage s’effectue les bras tendus en se jetant en arrière afin de compenser en partie le transfert de charge vers l’avant qui a lieu lors du freinage. Il est utile de prendre des repères pour diminuer les distances de freinage. La grande majorité des freinages se fait avec les quatre doigts.
Seuls deux doigts placés sur le levier de frein permettent de garder les autres doigts sur la poignée des gaz afin de pouvoir continuer à jouer sur l'accélération. Cette technique très utilisée en trial devient risquée sur route, un freinage d'urgence devenant moins efficace.
Cependant, sur les motocyclettes récentes équipées par exemple de frein radiaux, la pression nécessaire au levier pour effectuer un freinage équivalent est moindre. Il est donc fréquent que les usagers de motocyclettes équipés de tels systèmes de freinages préfèrent un freinage à un ou deux doigts, offrant une décélération amplement suffisante et un meilleur maintien du guidon ou des bracelets. Freiner à quatre doigts sur ces systèmes de freinages devient alors particulièrement incisif et manque de souplesse.
Il existe également un risque en cas de chute côté droit, sur route ou piste, de râper, casser, voire sectionner les dernières phalanges des doigts coincés entre le levier de frein et le guidon lors d'une glissade, le levier étant alors appuyé au maximum de sa course par le sol.
Le frein arrière est peu utilisé à cause du transfert de charge important lors des freinages appuyés, mais est toujours utile. Son utilisation se cantonne à asseoir la moto en entrée de virage. Dans le cas moins idéal où le pilote entre dans un virage trop rapidement, le frein arrière permet de ralentir sans quitter brutalement la trajectoire, chose inévitable avec le freinage de l'avant seul.
Le frein arrière est sur route à utiliser en priorité, permettant souvent de ralentir suffisamment lorsqu'il est utilisé avec assez d'anticipation. Il est conseillé de toujours finir son freinage simple (type arrêt au stop ou feu rouge) par le frein arrière. En effet, le sol gras ou recouvert de gravier peut plus facilement engendrer une chute si la roue avant se bloque sous l'action du frein que si la roue arrière se bloque, pour les mêmes raison.
Le freinage se répartit selon la nature de la motocyclette entre l'avant et l'arrière de façon différente. Sur une moto dite routière, le freinage arrière compte jusqu'à 40 % de la dissipation d'énergie sur un freinage standard alors que sur une moto sportive, en cas de freinage fort, le frein arrière ne compte plus que pour 2 %, le rendant alors inutile.

## Pilotage en tout terrain
La posture appropriée pour piloter une moto tout-terrain est la position debout, elle permet d'anticiper les difficultés et les dangers éventuels. La position assise oblige le bassin et la colonne vertébrale à subir des chocs répétés néfastes au long terme. Les jambes légèrement fléchies pour amortir les chocs serrent la moto pour être efficace et précis; les cale-pieds sont utilisés pour engager les courbes.

### Les techniques de base
Une montée s'effectue avec élan suivi d'une accélération régulière en s'asseyant légèrement afin d'augmenter l'adhérence du pneu arrière. Les jambes continuent d'amortir le relief du terrain. Le dosage des gaz se fait avec douceur pour privilégier la traction et faire passer un maximum de puissance au sol et éviter le patinage. En descente, le corps part en arrière proportionnellement au degré de la pente.
Le freinage se fait généralement en deux temps suivant l'état du parcours; un léger freinage permet de laisser le transfert de charge se faire, puis la puissance peut être augmentée en gardant l'adhérence.
Les virages se passent généralement le plus court possible en roulant à allure réduite en jouant avec l'embrayage. Le passage des courbes peut se décomposer en trois étapes. En position debout en appui sur les repose-pieds et les jambes tendues, un freinage progressif de l’avant avec un rétrogradage est réalisé en reculant le fessier, en fléchissant les jambes et en tendant les bras pour mettre le poids sur la roue avant.
Ensuite le pilote vient s’asseoir sur l'avant de la selle et tend la jambe intérieure au virage en conservant les freins actionnés avec en option une glisse maitrisée de l'arrière pour réduire le rayon de la trajectoire prise. Une pression sur le cale-pieds extérieur permet de contrôler précisément l'inclinaison de la moto.
La sortie de virage permet de ramener le pied intérieur sur le repose-pied au moment d’accélérer. Une fois l'appui sur les deux cale-pieds rétabli, la position debout peut être reprise jusqu'au virage suivant.

### Les techniques élaborées
Le saut, appelé jump, est utilisé pour le passage d’obstacle. La moto est cabrée quasiment à la verticale avec du gaz au moment où la roue avant arrive sur l'obstacle. Une extension est à réaliser pour finir la manœuvre. L'arrière de la moto doit frapper l’obstacle pour ramener l’avant au sol.

### Vidéos
- [vidéo]« Chaine AntiPiloteDeLigneDroite:  techniques de pilotage », sur youtube.com (consulté le 23 août 2020).
- [vidéo] Sylvain Guintoli, « 10 CONSEILS POUR PILOTER COMME UN PRO SUR CIRCUIT », sur YouTube, 10 avril 2020 (consulté le 15 août 2021)